# EMD FP7
Тепловоз EMD FP7 — американский магистральный грузопассажирский тепловоз, выпускавшийся с июня 1949 по декабрь 1953 года подразделением электродвигателей компании General Motors Electro-Motive Diesel и General Motors Diesel.    

## История
Сборка локомотивов для рынка США производилась на заводе GM-Emd в Ла-Гранже (штат Иллинойс, США). Окончательная сборка тепловозов, предназначенных для Канады, шла на заводе GMD в городе Лондон (Онтарио, Канада). 
Локомотив FP7 по сути является версией локомотива EMD F7A, удлинëнной на четыре фута, чтобы обеспечить бо́льшую ëмкость воды для парогенератора для обогрева пассажирских поездов. На тепловозе устанавливался V-образный 16-цилиндровый дизельный двигатель EMD 567 мощностью 1500 л. с.
На железных дорогах США работало 324 локомотива, в Канаде – 57 тепловозов. Крупнейшими эксплуатантами этой серии являлись дороги: Atlantic Coast Line Railroad (44 секции), Louisville and Nashville Railroad (45), Chicago, Milwaukee, St. Paul and Pacific Railroad (32), Pennsylvania Railroad (40), Southern Railway (20) и Canadian Pacific Railway (35). 